# Naomi Noviková
Naomi Noviková (* 30. dubna 1973 New York) je americká spisovatelka. Je Američankou první generace; její otec je Litevec židovského původu a její matka je etnická Polka. Vystudovala anglickou literaturu na Brown University a je držitelkou magisterského titulu z informatiky z Columbia University. Byla jedním z vývojářů pracujících na tvorbě počítačové hry Neverwinter Nights: Shadows of Undrentide, než se rozhodla, že se raději zaměří na psaní knih. Je vdaná za podnikatele a spisovatele Charlese Ardaie. Žijí v New Yorku na Manhattanu.
Její první román Drak Jeho Veličenstva, který uvádí sérii Temeraire, je alternativní historií napoleonských válek ve světě, kde žije mnoho draků, kteří jsou využíváni ve vzdušném boji. Román Drak Jeho Veličenstva získal v roce 2007 cenu Compton Crook Award a byl nominován na cenu Hugo za nejlepší román.
V září 2006 si renomovaný režisér Peter Jackson zajistil práva na filmové zpracování série.
V září 2007 byla Naomi Noviková oceněna cenou Johna W. Campbella pro nejlepšího nového spisovatele sci-fi/fantasy v roce 2006.

### Série Temeraire
Série zatím zahrnuje osm knih, z toho pět bylo přeloženo do češtiny. Série má obsahovat celkově nejméně devět knih, Naomi Noviková plánuje sérii dovést až do konce napoleonských válek. Zatím poslední, devátý díl vyšel v roce 2016, zároveň ale v roce 2017 vyšly v angličtině povídky z tohoto fikčního světa.
1. His Majesty's Dragon (březen 2006, ISBN 0-345-48128-3)
  - česky Drak Jeho Veličenstva, vydaly nakladatelství Triton a Argo, 2007, ISBN 978-80-7254-970-2
2. Throne of Jade (duben 2006, ISBN 0-345-48129-1)
  - česky Nefritový trůn, vydaly nakladatelství Triton a Argo, 2007, ISBN 978-80-7387-010-2
3. Black Powder War (květen 2006, ISBN 0-345-48130-5)
  - česky Dračí pomsta, vydaly nakladatelství Triton a Argo, 2009, ISBN 978-80-7387-266-3
4. Empire of Ivory (září 2007, ISBN 0-345-49687-6)
  - česky Říše slonoviny, vydaly nakladatelství Triton a Argo, 2010, ISBN 978-80-7387-374-5
5. Victory of Eagles (červenec 2008, ISBN 0-345-49688-4)
  - česky Vítězství orlů, vydaly nakladatelství Triton a Argo, 2012, ISBN 978-80-7387-572-5
6. Tongues of Serpents (červenec 2010, ISBN 0-345-49689-2)
  - do češtiny dosud nepřeloženo
7. Crucible of Gold (březen 2012, ISBN 0-345-52286-9)
  - do češtiny dosud nepřeloženo
8. Blood of Tyrants (srpen 2013)
  - do češtiny dosud nepřeloženo
9. League of Dragons (červen 2016)
  - do češtiny dosud nepřeloženo

### Povídky
- krátký příběh s Temerairem, "Feast or Famine", byl publikován na oficiálních webových stránkách a byl přeložen do češtiny
- vynechané scény z románů Nefritový trůn and Říše slonoviny.
- "Apples", publikováno na oficiálních webových stránkách
- "Araminta, or, the Wreck of the Amphidrake", v antologii Fast Ships, Black Sails, 2008, ISBN 978-1-59780-094-5.
- "Commonplaces", v antologii The Improbable Adventures of Sherlock Holmes, 2009, ISBN 978-1-59780-160-7
- "Vici", v antologii The Dragon Book: Magical Tales from the Masters of Modern Fantasy , editoři Jack Dann a Gardner Dozois, 2009, ISBN 978-0-441-01764-5
- "Purity Test", v antologii Zombies vs. Unicorns, 2010, ISBN 978-1-4169-8953-0.
- "Seven Years from Home" v antologii Warriors, editoři George R. R. Martin a Gardner Dozois, 2010, ISBN 978-0-7653-2048-3

Některé z výše uvedených povídek je možno si přečíst (samozřejmě v angličtině) na oficiálních webových stránkách Naomi Novikové.